# Археологія Азербайджану

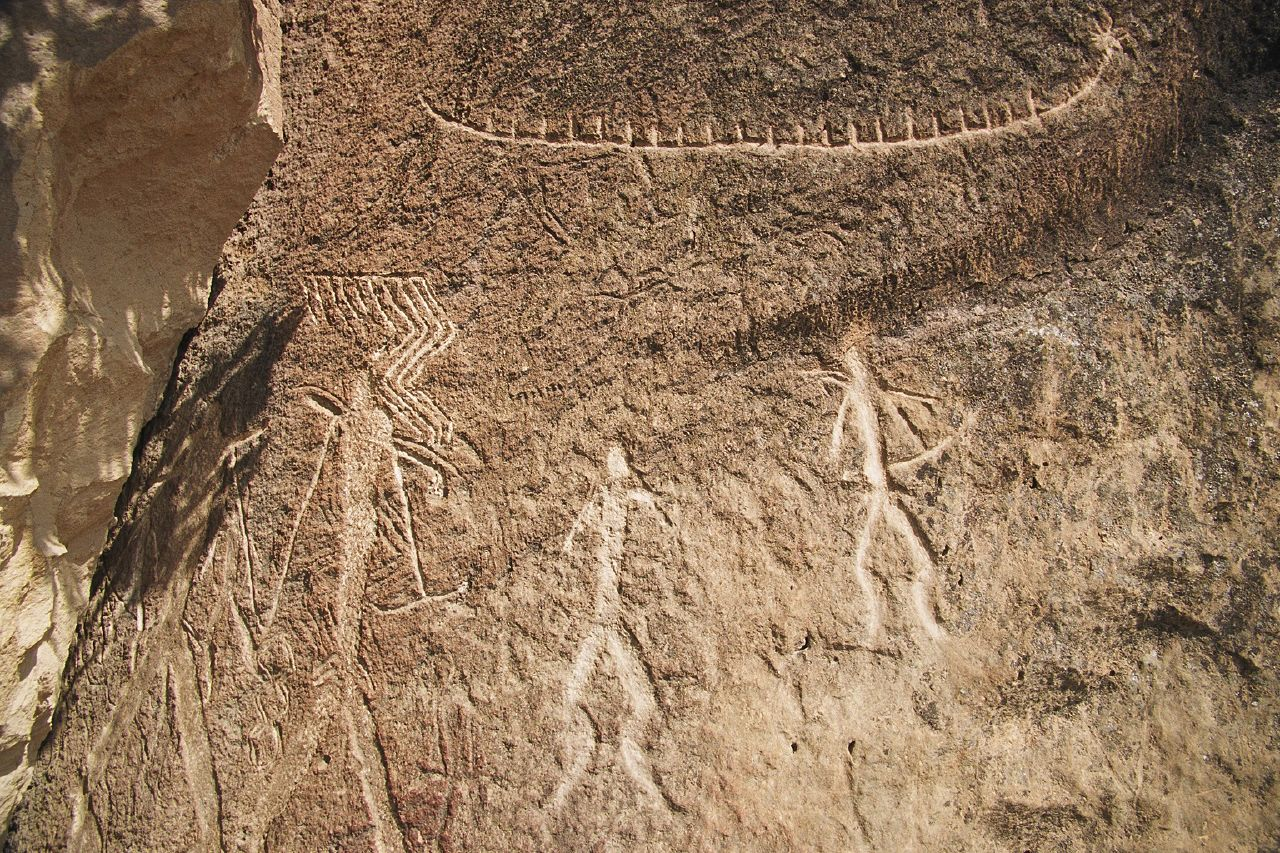
Наскельні малюнки в Гобустанзі. Мезоліт.

Археологія Азербайджану (азерб. Azərbaycan Arxeologiyasi) — сукупність археологічних досліджень і знахідок на території сучасного Азербайджану. На сьогоднішній день на території сучасного Азербайджану виявлені численні пам'ятки доісторичної епохи первісної культури, бронзового і залізного століття, античності та середньовіччя.

## Кам'яна доба

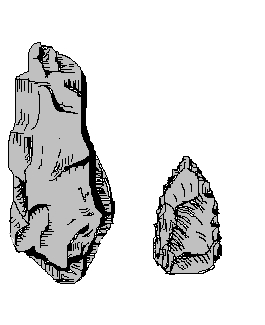
Знаряддя праці, знайденім в Азихській печері

Найдавніші люди жили на території сучасного Азербайджану імовірно в епоху еоплейстоцену, і відносяться до ашельської культури. Після VI тисячоліття до н. е.., в епоху енеоліту, починається епоха масового заселення території Азербайджану[неавторитетне джерело].
Стоянки древніх людей знайдені в Карабасі, Казасі і Нахічевані. В Карабасі цінні знахідки виявлені в печерах Азих, Таглар і Зар. У Казахському районі в печерах Дашсалахлі і Дамджили, а також на стоянках Шишгузей, Кекіллі виявлені знаряддя праці та інші матеріальні залишки. Стоянки людей кам'яної доби виявлені також в Талишській зоні (див. статті про Аларську і Бузеїрську печери).

### Нижній палеоліт

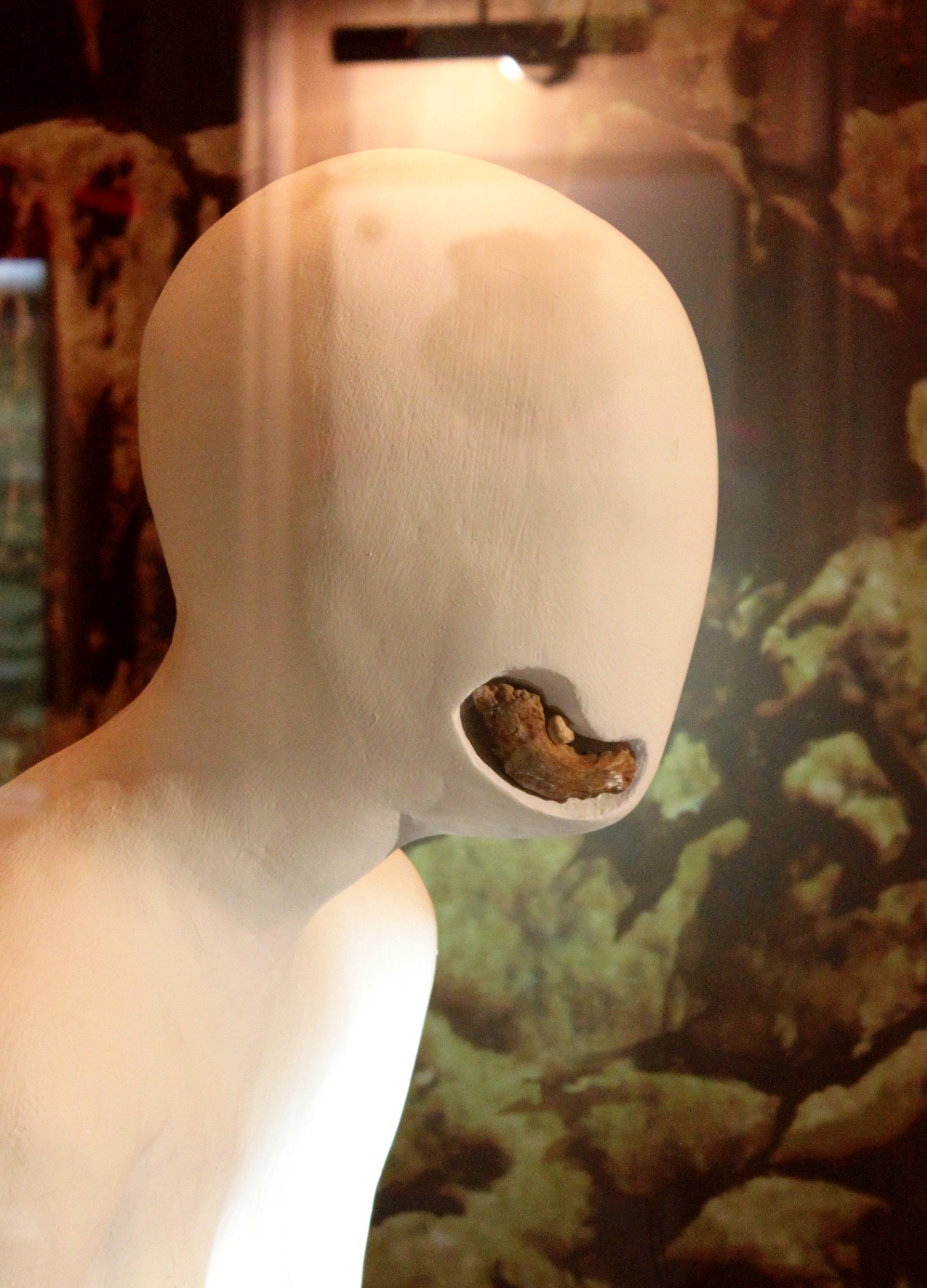
Щелепа азихантропа, виявлена в Азихській печері. Зберігається в Музеї історії Азербайджану

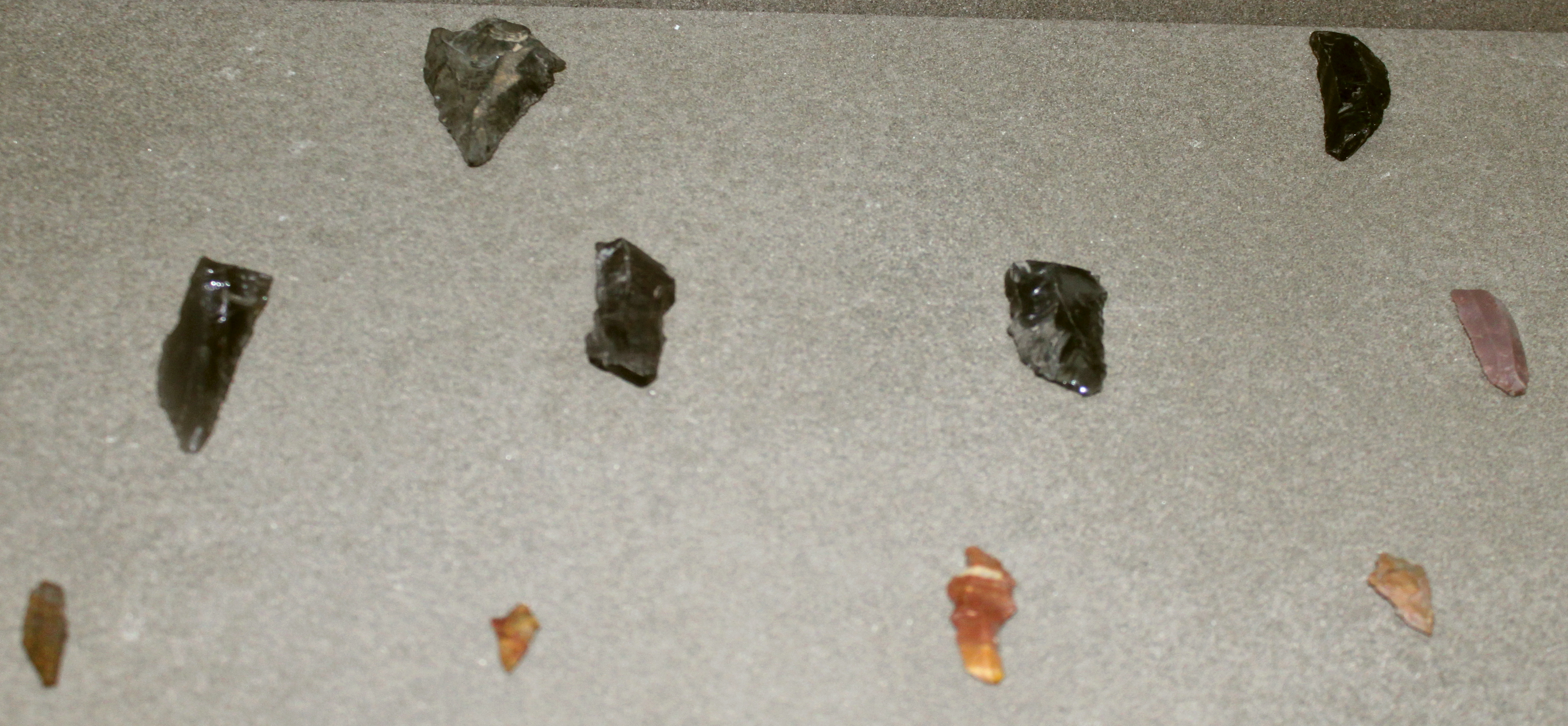
Знаряддя праці епохи палеоліту, виявлені в Казахському районі. Музей історії Азербайджану

Ашельський пам'ятник Гараджа датується віком від більше 1 млн 800 тис. років тому до 500 тис. років тому.
У 1960 році азербайджанським археологом Мамедалі Гусейновим була виявлена палеонтологічна стоянка в Азихській печері, в ущелині Гуручай, дослідження в якій зіграли велику роль при вивченні життя людей того часу. Тут, в нижніх горизонтах культурного нашарування печери виявлені кам'яні знаряддя первісних людей. Це були дуже грубі знаряддя, якими древній людина могла різати, рубати й виконувати інші роботи. Люди поряд з полюванням на оленів, турів, козлів і печерних ведмедів займалися також і збиральництвом. Вони жили у вигляді дрібних груп, утворених у результаті природної необхідності. У Азихській печері знайдено також сліди вогнищ, а також камені, які розташовані навколо зольної плями, що пояснюється ученими як рання форма вогнища, віку 600-700 тис. років.
Під час досліджень у Азихській печері в 1968 році була знайдена нижня щелепа людини (молодої дівчини) пренеандертальця — азихантропа. На деяких черепах ведмедів, знайдених в спеціально сконструйованих прихованих приміщеннях в Азихській печері, були виявлені особливі знаки. Швидше за все це було пов'язано з релігійними обрядами і тотемічними уявленнями. У кінці нижнього палеоліту виготовлялися знаряддя праці з кременю і базальтової породи, а також з обсидіану.

### Середній палеоліт
Період мустьє на території Азербайджану почався приблизно 100 тис. років тому і тривав до 40 тис. років до н. е.. У цей період люди-неандертальці почали освоювати все нові землі (включаючи південний схил Малого Кавказу). Мустьерська печерна стоянка Ґазма знаходиться на території Нахічеванської Автономної Республіки. Вони продовжували займатися полюванням і збиранням. Уперше з'являються уявлення про потойбічне життя, а також тотемічні уявлення, віра в магію, сили природи. У цей і наступний період завершується формування сучасної людини і людське стадо поступово замінюється племінний громадою.

### Верхній палеоліт. Виникнення племінної громади

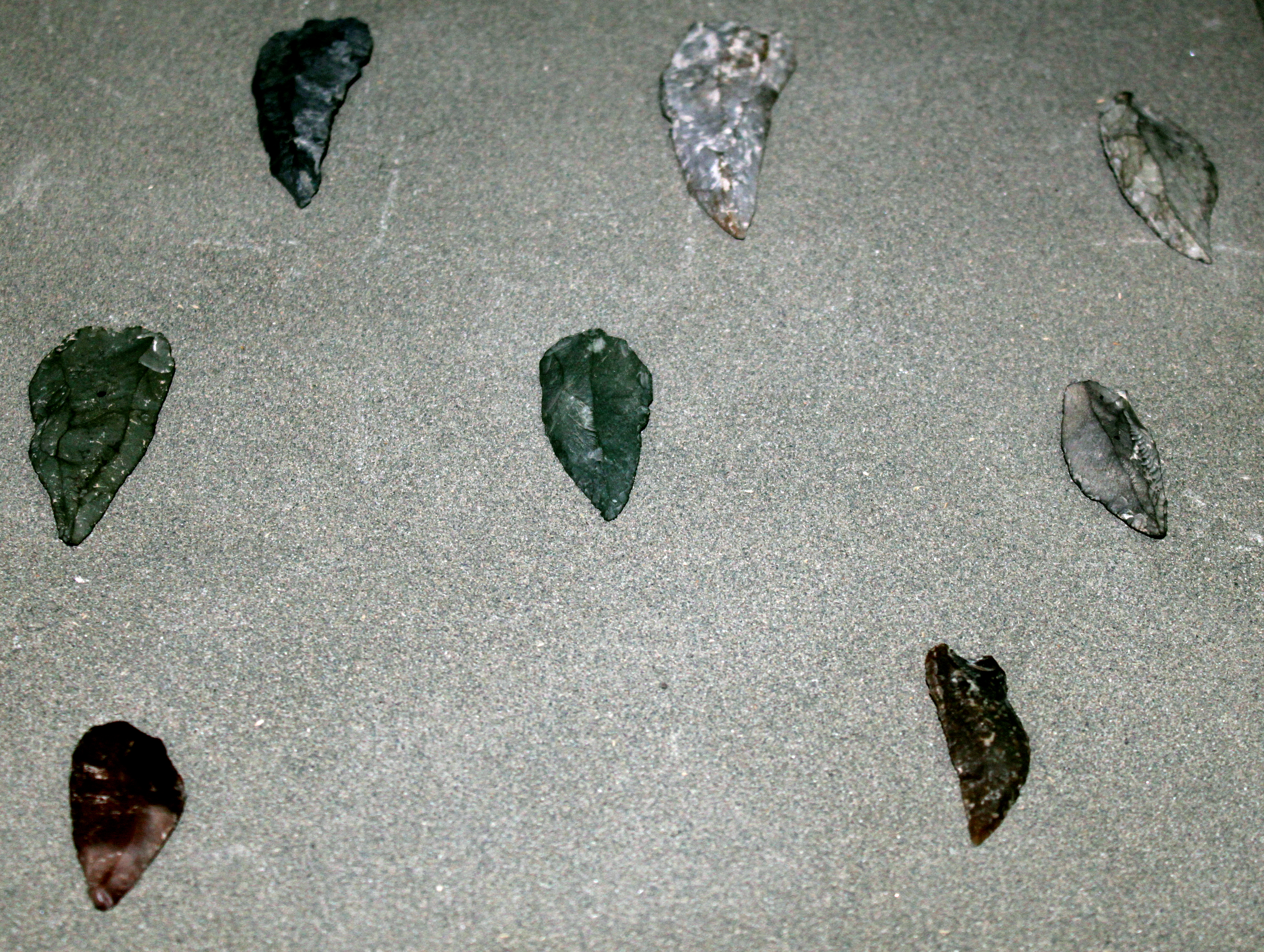
Знахідки з печери Дамджили. Музей історії Азербайджану

Матеріальні рештки даного періоду, що почався 40 тис. років тому і тривав до XII тисячоліття до н. е.., виявлені в печерах Таглар (неподалік від Азихської), Дамджили і Зар, а також на стоянці «Ятаг ери» в Казахському районі. Серед знарядь праці зустрічаються скребла, проколки, знаряддя з зазубреними краями і трикутної форми. В цей період завершилося формування людини розумної (лат. Homo sapiens).
Основу людського суспільства становила кровно споріднена спільність людей — родоплемінне суспільство. Люди об'єднувалися на базі кровного споріднення по материнській лінії, оскільки провідну роль у житті племені грали жінки. Вони займалися вихованням дітей, збором плодів, рослин, підтримували вогонь, готували їжу. Тому цей період в історії названий матріархатом.

### Мезоліт

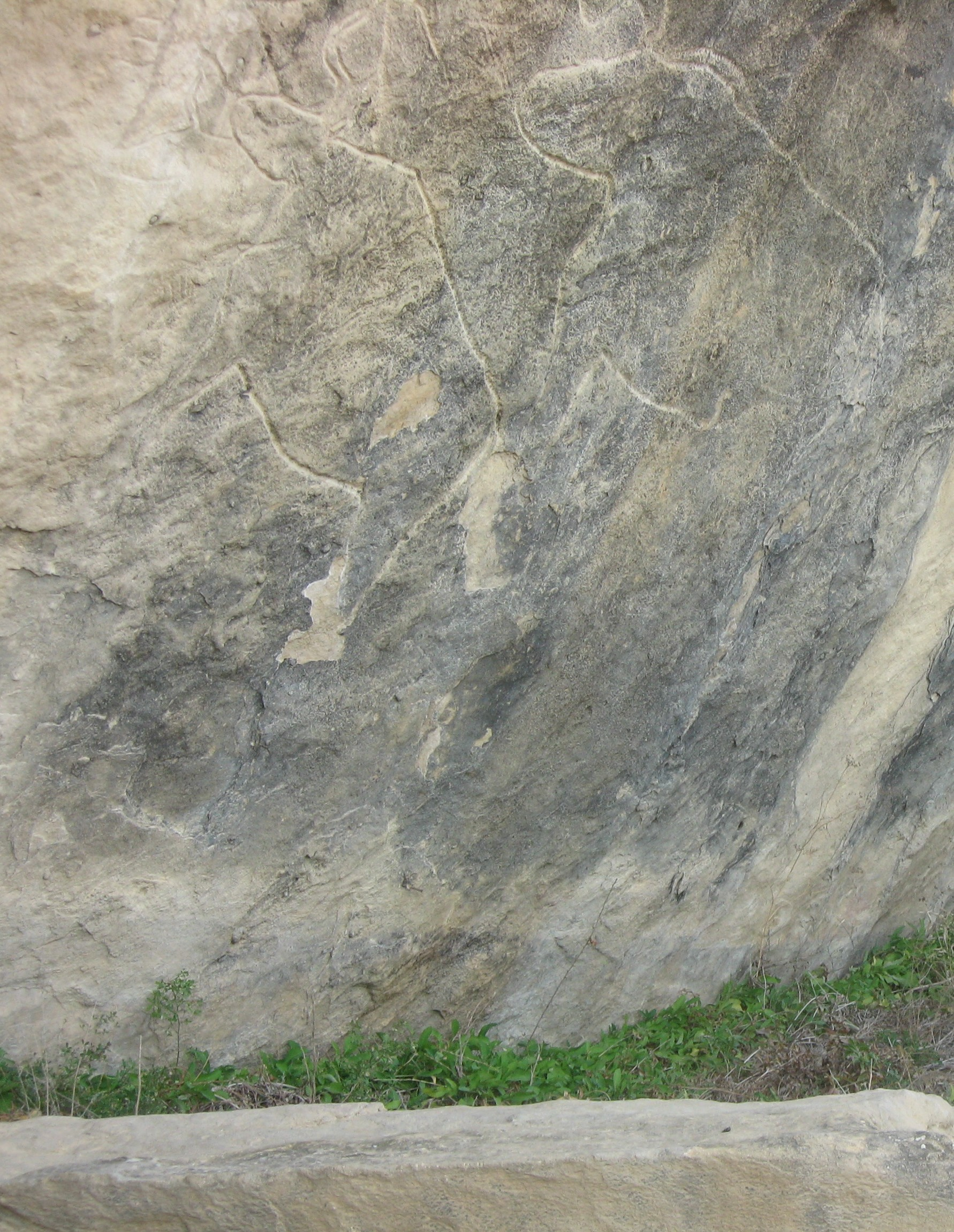
Зображення биків в Гобустані (одомашнений зліва і дикий праворуч

12 тис. років тому наступив мезоліт, який завершився 8 тис. років тому. У цей час з'явилися нові знаряддя праці, включаючи лук і стріли. Люди в цей період починають одомашнювати тварин, заклавши основу первісного скотарства. Також з'явилися зачатки землеробських навичок. Побут і господарська життя людей вивчена на основі пам'яток, виявлених в Гобустані. Тут на стоянках під назвами «Бики», «Ана зага», «Фіруз» виявлено знаряддя праці, виготовлені з кременю і кісток тварин. З кісток створювали шила, наконечники стріл, знаряддя використовувані в рибальстві і в інших сферах господарського життя. В печері Дамджили в Казахському районі знайдені маленькі наконечники стріл, відшліфовані зубчасті платівки та ін.
Про первісне мистецтво в епоху мезоліту в Азербайджані свідчать збережені на скелях в Гобустані зображення, що відображають магічні, тотемічні уявлення давніх людей, їх релігійні обряди, сцени полювання на різних диких тварин і т. д. Тут зображені чоловіки і жінки, сцени рибальства, різні дикі тварини.
Також можна зустріти зображення мисливців, які скачуть на конях, самотню богатирську постать женця з серпом, хороводи людських  фігур, які танцюють, що нагадують народний танець «ялли», човни з веслярами й солярні знаки.
У будівлі мугам-центру в Баку знаходиться «гавана чала даш» — оригінальний кам'яний бубон, привезений з Гобустанського заповідника, завдяки якому постукуванням по встановленій плазом величезній плиті можна витягати ритмічно чіткі мотиви, якими супроводжувалися ритуальні танці та обряди.
Про обряди свідчать поглиблення в кам'яних брилах, що служили для стоку крові жертовних тварин. Про вірування людей у загробне життя в епоху мезоліту свідчить виявлене на стоянці «Фіруз» поховання. Завдяки цій знахідці вдалося встановити, що при похованні померлих поряд з трупом клали різні предмети побуту.

### Неоліт
У цей період, що починається в VII тисячолітті до н. е. спостерігається становлення і розвиток виробничого господарства. Провідне місце в господарському житті людей, які вже вели осілий спосіб життя займали землеробство і скотарство, виробництво керамічних виробів і ткацтво. У пам'ятках неоліту в околицях Гянджі (Гиликдаг), в Гобустані знайдені кам'яні мотики, вкладники серпів, молоти, сокири і різні пластинчасті знаряддя праці. Поблизу Гянджі знайдені ножові крем'яні пластинки і скребла, виготовлені з обсидіану[неавторитетне джерело].

## Мідна доба (енеоліт)
Період енеоліту  розпочався в VI тисячолітті до н. е. і тривав до IV тисячоліття до н. е. Починається виготовлення знарядь з міді. Однак продовжували домінувати кам'яні знаряддя праці. Населення збільшувалося і люди заселяли більш велику територію. Археологами зафіксовані і вивчені поселення цього періоду в Гянджа-Казахській (Шомутепе, Бабадервіш, Гаргалартепесі), Миль-Карабахській (Чалагантепе, Лейлатепе) зонах, в Муганському степу (Алікомектепе), в Нахічевані (Кюльтепе). Культура Шулавері-Шому зазначеного періоду існувала на території східної Грузії і західного Азербайджану.
Поселення людей були засновані на берегах річок, зручних для землеробства і скотарства. Стіни житлових приміщень виготовляли з сирцевої цегли, підлоги покривали циновками. У середині приміщення або біля стіни містилося вогнище. У цей час землю зорювали мотикою. Хліб жали серпами зі вставними кам'яними зубчастими вкладниками-різцями. Запаси зерна зберігали в глиняних глечиках, ямах або в спеціальних сховищах. Землеробські знаряддя праці та рештки зерна (ячменю і пшениці) виявлені в пам'ятках Тойрертепе, Гаргалартепесі, Алікомектепе. Розводили також як дрібну, так і велику рогату худобу. У V тисячоліття до н. е., згідно з виявленими під час розкопок на поселенні Алікомектепе в Джалілабадському районі кістками приручених коней, імовірно почалося приручення коней. У поселеннях енеолітичного часу трапляються, хоча і рідко, мідні вироби. У Лейлатепі, наприклад, виявлені сліди ливарної справи.
У середині XX століття енеолітичного експедицією були проведені розкопки на поселеннях Іланлитепе і Рустепесі. У деяких випадках підлоги приміщень, досліджених у Іланлитепе, вкриті вохрою червоно-бордового відтінку, що було зафіксовано вперше в пам'ятках енеолітичного періоду, виявлених в Азербайджані. Серед кераміки з Іланлитепі зустрічаються ємкості, вкриті ямками круглої або овальної форми, подібні до яких знайдені в поселенні Далматепе в Південному Азербайджані. При розкопках на поселення Рустепесі були виявлені предмети з кістки, а також кераміка з глини з домішкою соломи, іноді пофарбована фарбою вишневого кольору.

Выставленные в Музее истории Азербайджана археологические находки эпохи энеолита
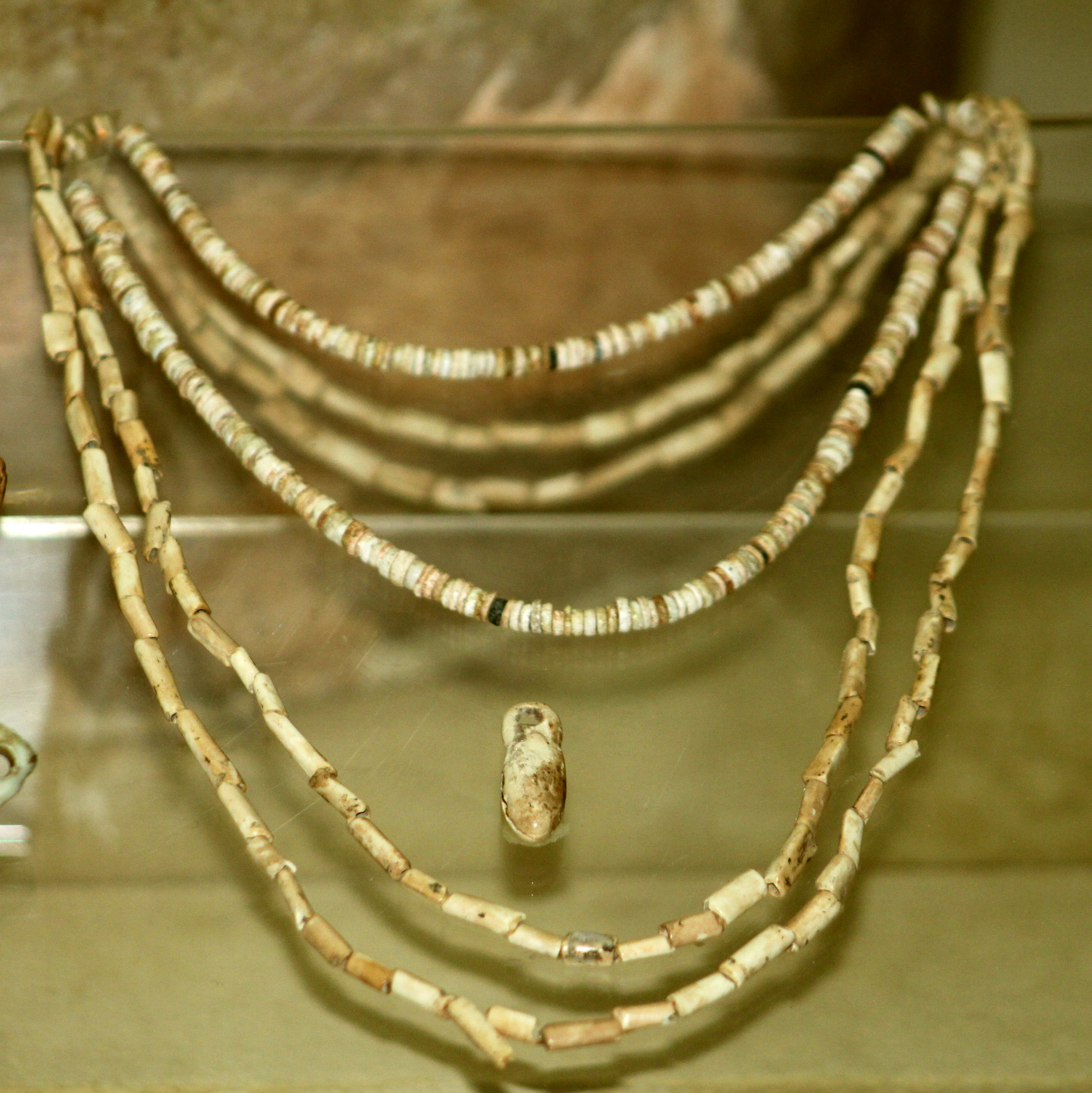
Кістяні намиста і Гаргалартепеси (Акстафинский район)
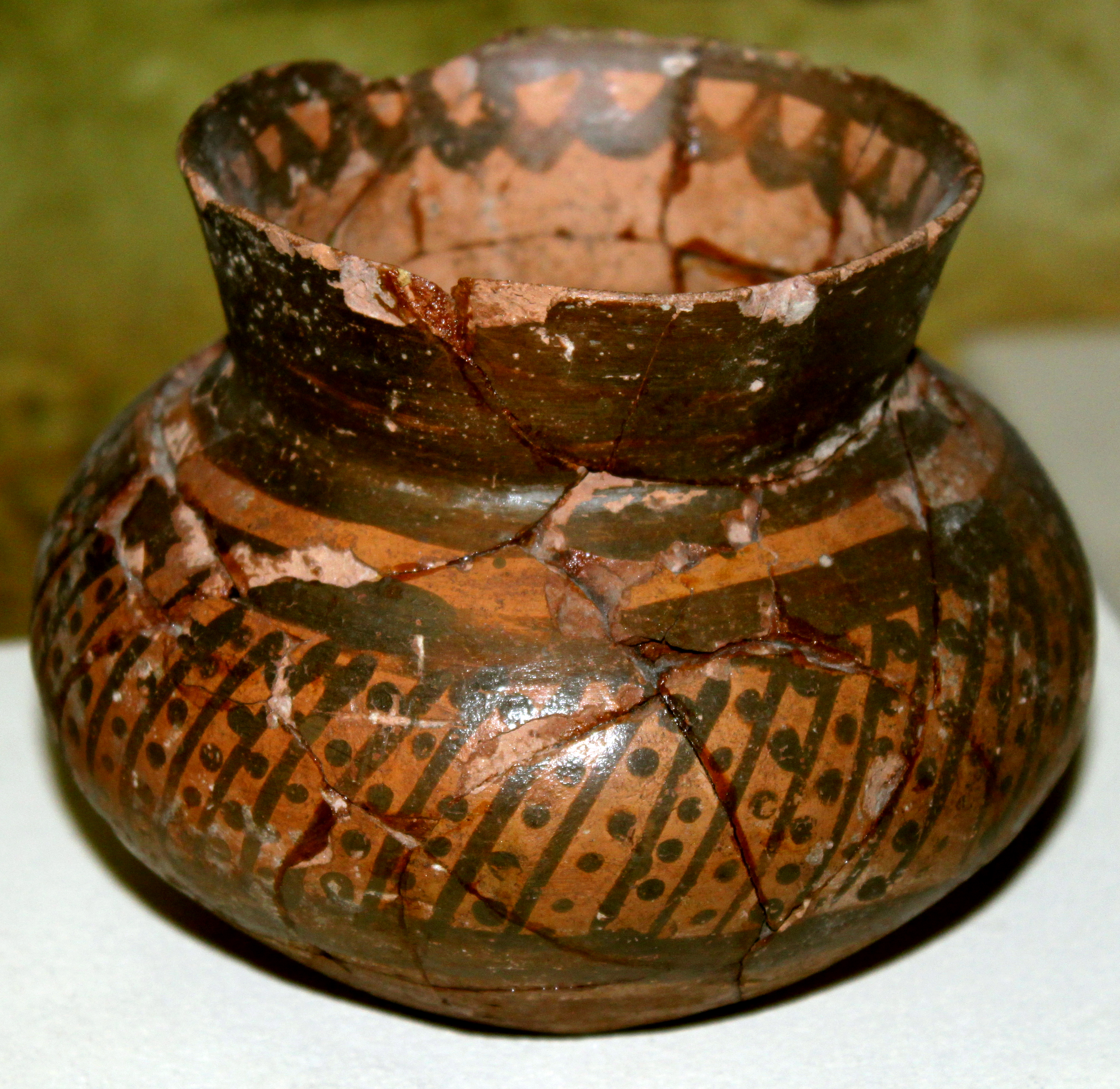
Розфарбований посуд з Кюльтепе I (Нахічевань)
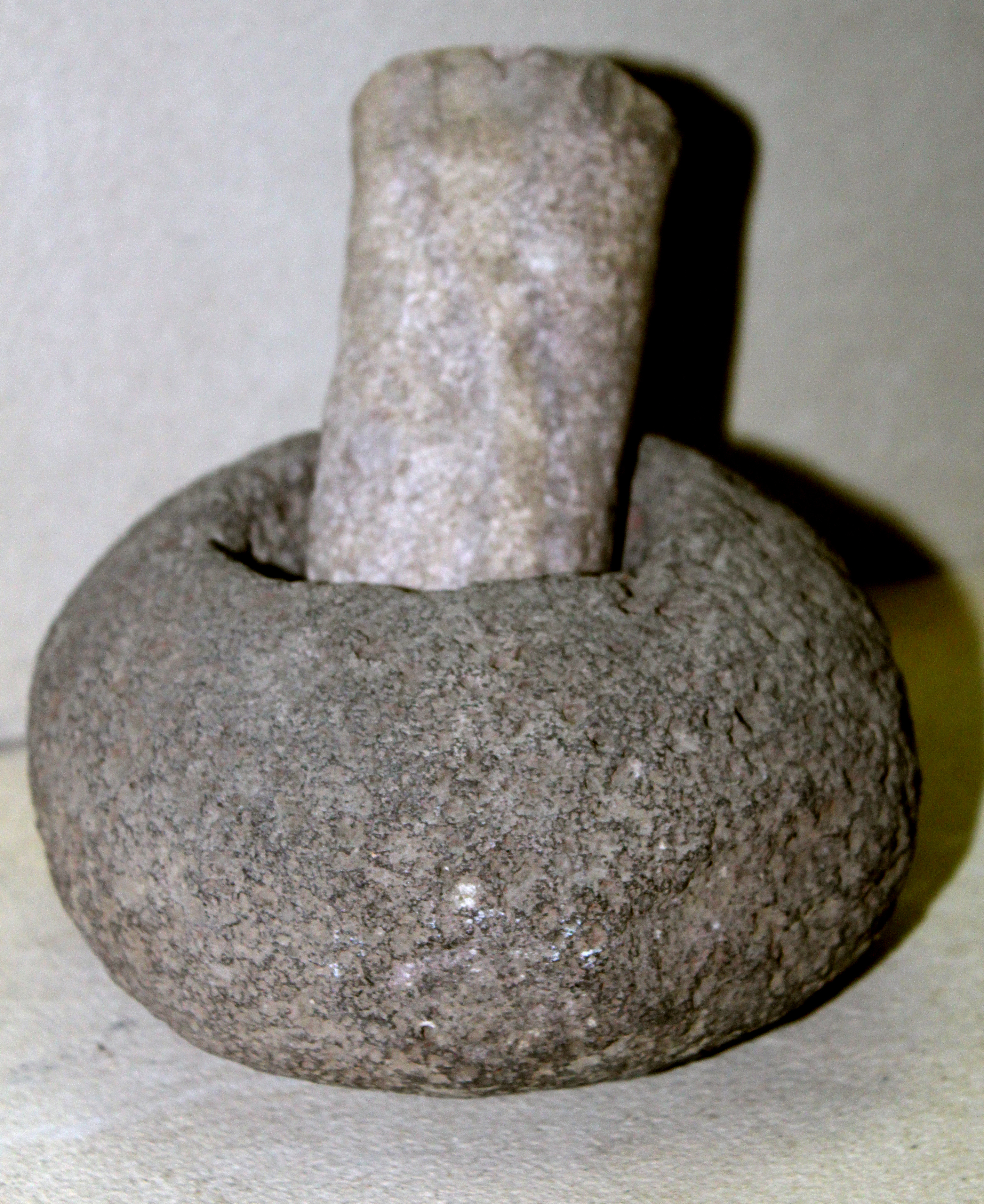
Кам'яна ступа з Кюльтепе I
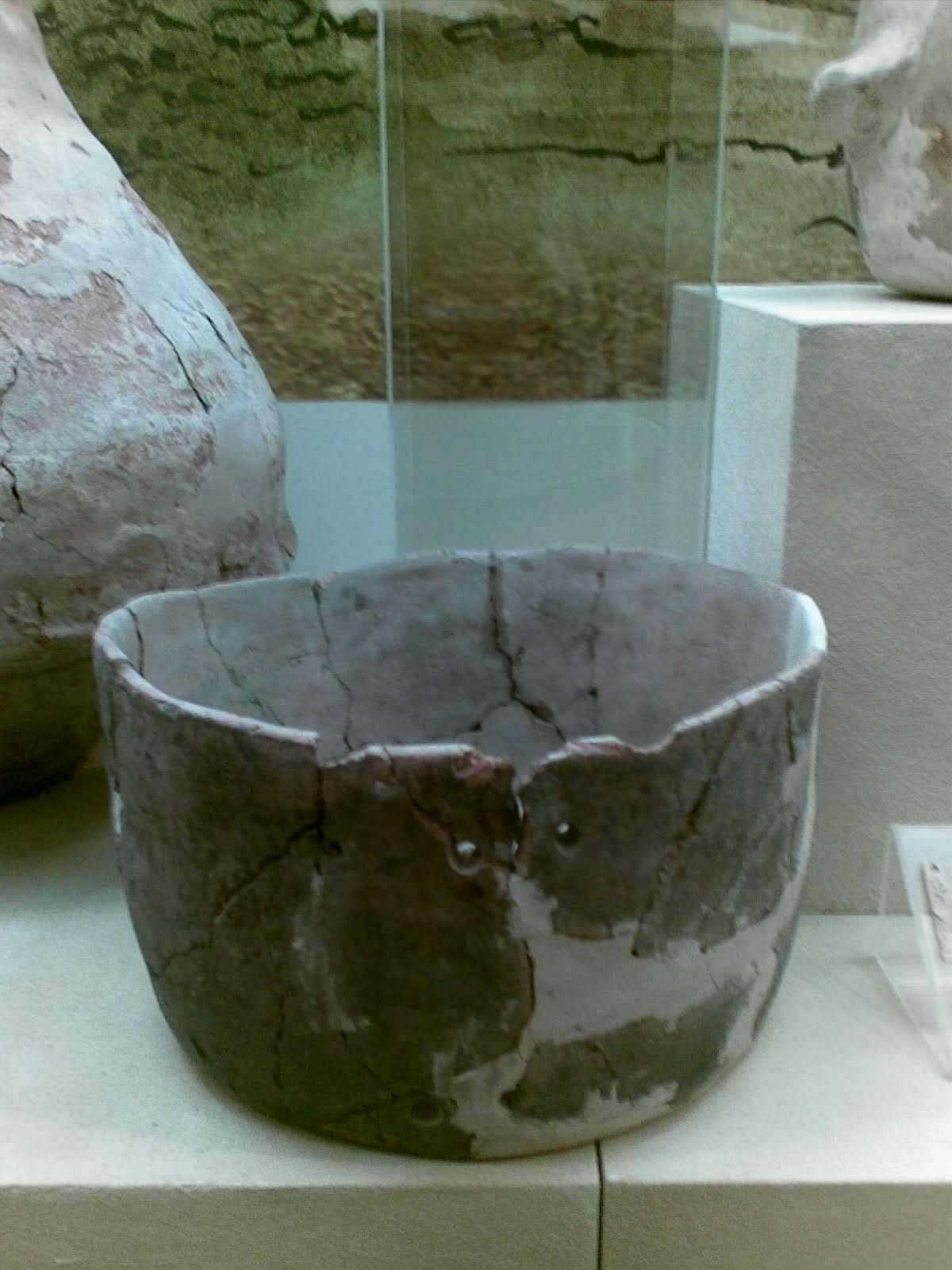
Глиняний посуд з Аликомектепе (Дhttps://uk.wikipedia.org/w/index.php?title=Археологія_Азербайджану&action=editжалилабадский[недоступне посилання] район)

## Бронзова доба

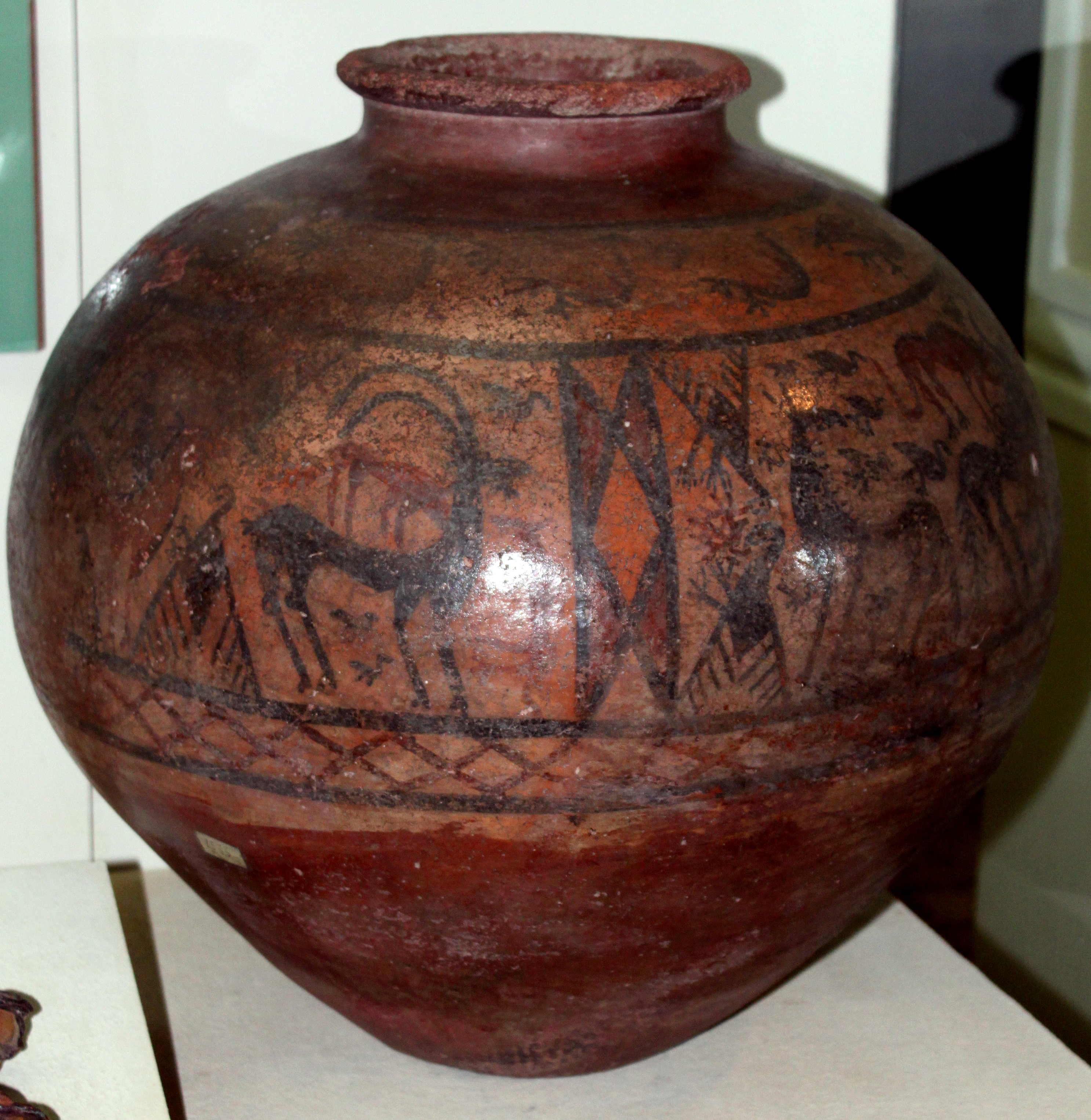
Розписана посудина з Шахтахти. Нахічеванська культура. Середина II тисячоліття до. н. е. Музей історії Азербайджану

Період енеоліту в кінці IV тисячоліття до. н. е. замінила бронзова доба, яка тривала на території Азербайджану до II тисячоліття до. н. е. Наявність мідних родовищ в Азербайджані сприяла появі і розвитку металообробки, проте знаряддя з міді були неміцними і швидко псувалися. Пізніше шляхом додавання до складу міді олова люди почали отримувати бронзу — більш якісний для вживання метал. У цей час матріархат замінився патріархатом, відбувалася майнова і соціальна нерівність, виникли нові галузі господарства, а також на території Азербайджану утворилися великі племена і племінні союзи. Етапи, через які пройшла бронзова доба в Азербайджані, археологи називають раннім, середнім і пізнім етапом епохи бронзи.

### Період ранньої бронзи
Ранній етап бронзової доби охоплює другу половину IV—III тисячоліття до н. е. В Азербайджані цей період відомий як період Кура-Аракської культури, так як пам'ятки цієї доби на території Азербайджану вперше були виявлені в Кура-Аракській низовині. Пам'ятки цього періоду вивчені і в інших регіонах Азербайджану і представлені поселеннями і курганами, поховальними пам'ятками.
Життя місцевого населення цієї доби дозволяє вивчити пам'ятки в Ханкенді, Хачинчаї, Борсунлу, Гьойтепе, Джуттепе, Гаракопектепе в Карабасі, Кюльтепе II в Нахічевані, Серкертепе в Хачмазі, Бабадервіш в Казасі, Османбозу в Шамкирі, Кюдюрлу в Шекі та ін У цей період були заселені гірські і передгірні місцевості. У деяких випадках поселення з метою захисту від ворогів оточували оборонними стінами, які виявлені навколо поселення Гаракопектепе в Фізулінському районі. У деяких поселеннях, таких як наприклад Серкертепе, виявлено залишки культових споруд. У Серкертепе біля стіни будівлі зберігся вівтар для поклонінь. В поселенні Бабадервиш також виявлені подібні споруди.
У цей період мотичне землеробство замінилося плужним, у скотарстві почали широко використовувати коней, у зв'язку з чим виникло так зване відгінне скотарство. Серед скотарського населення цього періоду відбувається вже майнове розшарування. В кургані Учтепе (друга половина III тисячоліття до н. е.) в Мильському степу виявлено поховання багатого племінного вождя.
Також до цього періоду відноситься Лейлатепинська археологічна культура доби енеоліту (охопила південні схили Центрального Кавказу), що датується 4350-4000 рр. до н.е.

### Період пізньої бронзи
- див. - Муганська культура
- див. - Ялойлутепінська культура

## Зноски
1. ↑  Археология России || Библиотека. Архів оригіналу за 3 травня 2009. Процитовано 2 травня 2018.
2. 1 2  Юсифов и др., 1997, с. 15.
3. ↑  http://www.iranica.com/newsite/index.isc?Article=http://www.iranica.com/newsite/articles/unicode/ot_grp5/ot_archeology_viii_20040616_fig1.html%5Bнедоступне+посилання+з+лютого+2019%5D%5Bнедоступне+посилання%5D
4. ↑  А. К. Джафаров. Разведочные работы на Талышских горах // Археологические и этнографические изыскания в Азербайджане : сборник статей. — Элм, 1986. — С. 3-4.
5. ↑  Нижний палеолит (ок. 2,4 мил. — 130 тыс. до н. э.). Олдувай. Архів оригіналу за 20 квітня 2017. Процитовано 2 травня 2018.
6. ↑  Embassy of the Republic of Azerbaijan in the People`s Republic of China. Архів оригіналу за 11 листопада 2013. Процитовано 2 травня 2018.
7. ↑  Большая советская энциклопедия : в 30 т. / главн. ред. А. М. Прохоров. — 3-е изд. — М. : «Советская энциклопедия», 1969—1978. (рос.)
8. ↑  Обитатели пещеры Азох [Архівовано 29 листопада 2014 у Wayback Machine.] Черепа медведей складывали в особый тайник. Все они были обработаны соответствующим способом — нижняя челюсть отсутствует, а верхняя обрублена и украшена косыми насечками, выполненными острием каменного орудия. Насечки на черепах столь древнего времени встречаются в археологической практике впервые. Ученые считают, что это своеобразный ритуал, связанный с зарождением у азохантропа религиозных представлений.
9. ↑  Зейналов А. А., Велиев С. С., Тагиева Е. Н. Палеоэкологические условия обитания человека в Нахичевани в эпоху мустье (по материалам пещерной стоянки Газма, Азербайджан) // Археология, этнография и антропология. № 2 (42) 2010 (PDF). Архів оригіналу (PDF) за 18 листопада 2017. Процитовано 2 травня 2018.
10. ↑  Embassy of the Republic of Azerbaijan in the People`s Republic of China. Архів оригіналу за 11 листопада 2013. Процитовано 2 травня 2018.
11. ↑  Embassy of the Republic of Azerbaijan in the People`s Republic of China. Архів оригіналу за 20 вересня 2011. Процитовано 2 травня 2018.
12. ↑  Земледельцы Северного Кавказа и Закавказья. Архів оригіналу за 2 лютого 2012. Процитовано 2 травня 2018. [Архівовано 2013-06-25 у Wayback Machine.]
13. ↑  Web — библиотека BRONZA — LIB. Архів оригіналу за 25 лютого 2018. Процитовано 2 травня 2018.
14. ↑  Нариманов И.Г. Исследование энеолитических поселений в Азербайджане. — Археологические открытия 1967 года. — Наука, 1968. — С. 316-317.